# Абулгазі II
Мухаммад Абу'л-Газі (Абулгазі) II (1728 — 1746) — хівинський хан у 1742—1746 роках.

## Життєпис
Походив з династії Шейбанідів. Син Ільбарс-хана III. Народився 1728 року в Хіві. 1740 року після повалення батька був відправлений до міста Чарджуй під охороною персів. 1742 року після повалення Нурали-хана поставлений Ризакулі-мірзою, намісником Хорасану, новим ханом Хіви, й вимушен був підтвердити зверхність перського шаха Надира.
Фактична влада перебувала у впливового феодала Артука-інака, що став атликом. 1743 року за підтримки турменів-йомудів повстав, вбив Артука, захопивши повну владу. У відповідь аральські узбеки і казахи стали нападати на ханство. 1745 року в справу втрутився Надир Шах, що відправив потужне військо. Того ж року йомуди зазнали ніщивної поразки від Алікулі-мірзи, небажо шаха.
На початку 1746 року Абулгазі II було остаточно переможено й повалено. Замість нього поставлено Каїп-хана.